# Максимово (Янаульський район)
Макси́мово (рос. Максимово, башк. Максимов) — село у складі Янаульського району Башкортостану, Росія. Адміністративний центр Максимовської сільської ради.
Населення — 590 осіб (2010; 642 у 2002).
Національний склад:
- башкири — 40 %
- удмурти — 36 %